# Jill Wagner
Jillian Suzanne Wagner (* 13. ledna 1979 Winston-Salem, Severní Karolína) je americká herečka, modelka a moderátorka.
V dětství byla vychovávána hlavně svým otcem a babičkou, studovala na Ledford Senior High School a v roce 2001 promovala na Státní Universitě v Severní Karolíně, kde získala titul bakalář v oboru obchodního managementu.
Po škole se přestěhovala do Kalifornie, aby podpořila kariéru modelky. V roce 2003 byla Jill obsazena jako první žena na MTV v televizním seriálu PUNK'D, což vedlo k tomu, že se objevila ve vydáních magazínů Stuff, Maxim, kde byla zvolena na 90. místě v top 100 nejpřitažlivějších žen roku 2004 a na 74. místě v roce 2014, a v časopise FHM, kde pózovala pro červenec 2006. Od roku 2005 působila v reklamních kampaních pro značku Ford Motor Company, které ji proslavily jako "The Mercury Girl".
Zahrála si v dramatu 'Junebug' a hororu 'Pod kůží', jinak se objevuje spíše v televizních seriálech.
Nyní se po sezónní pauze vrací jako spolumoderátorka do VI. série oblíbené show Drtivá porážka

## Filmografie

### Film
| Rok  | Název                     | Role             | Poznámka |
| ---- | ------------------------- | ---------------- | -------- |
| 2005 | Junebug                   | Millicent        |          |
| 2006 | Shifted                   | Rachel           |          |
| 2008 | Pod kůží                  | Polly Watt       |          |
| 2013 | Cesta do Palomy           | Sandy            |          |
| 2016 | Super Novas               | Judy             |          |
| 2018 | Sněžná past               | Stephanie Braven |          |
| 2019 | The Legend of 5 Mile Cave | Susan Tilwicky   |          |

### Televize
| Rok                  | Název                                        | Role                    | Poznámka                                                             |
| -------------------- | -------------------------------------------- | ----------------------- | -------------------------------------------------------------------- |
| 2003                 | Napálené celebrity                           | agentka / moderátorka   | 6 dílů                                                               |
| 2004                 | Můj přítel Monk                              | Crystal                 | díl: „Pan Monk a zaměstnanec měsíce“                                 |
| 2004                 | Dr. Vegas                                    | Roxanne                 | 2 epizody                                                            |
| 2004                 | Quintuplets                                  | Cammie                  | díl: „Thanksgiving Day Charade“                                      |
| 2006                 | Blade                                        | Krista Star             | hlavní role, 12 dílů                                                 |
| 2007                 | Hvězdná brána: Atlantida                     | Larrin                  | díly: „Cestovatelé“ a „Všechny mé hříchy budou vzpomenuty“           |
| 2008                 | Sběratelé kostí                              | Holly Markwell          | díl: „Muž v budce“                                                   |
| 2008–2011, 2013–2014 | Drtivá porážka                               | samu sebe / moderátorka | (1.–4. a 6.–7. řada), 65 dílů                                        |
| 2009                 | Dancing with the Stars                       | samu sebe               | díl: „Round Ten: Final Results“                                      |
| 2011                 | Inside the Vault                             | samu sebe / moderátorka | 10 dílů                                                              |
| 2011, 2014, 2017     | Vlčí mládě                                   | Kate Argent             | vedlejší role (1. a 4. řada), hostující role (3. a 6. řada), 20 dílů |
| 2015                 | Autumn Dreams                                | Annie                   | TV film (Hallmark)                                                   |
| 2015                 | Christmas in the Smokies                     | Trish Greene            | TV film                                                              |
| 2015–dosud           | Handcrafted America                          | Samu sebe / moderátorka |                                                                      |
| 2016                 | Christmas Cookies                            | Hannah Harper           | TV film (Hallmark)                                                   |
| 2017                 | A Harvest Wedding                            | Sarah Bloom             | TV film (Hallmark)                                                   |
| 2017                 | Karen Kingsbury's Maggie's Christmas Miracle | Maggie Wright           | TV film (Hallmark Movies and Mysteries)                              |
| 2017                 | Hell's Kitchen                               | Samu sebe               | díl: „It's All Gravy“                                                |
| 2018                 | Pearl in Paradise                            | Alex Anderson           | TV film (Hallmark)                                                   |
| 2018                 | Christmas in Evergreen: Letters to Santa     | Lisa                    | TV film (Hallmark)                                                   |
| 2019                 | Mystery 101                                  | Amy Winslow             | TV film (Hallmark Movies and Mysteries)                              |